# Mozambique International
Die Mozambique International sind im Badminton die offenen internationalen Meisterschaften von Mosambik. Sie wurden erstmals 1978 ausgetragen. Durch den mosambikanischen Bürgerkrieg fanden die Titelkämpfe nicht regelmäßig statt.

## Turniergewinner
| Saison | Herreneinzel      | Dameneinzel        | Herrendoppel                     | Damendoppel                      | Mixed                              |
| ------ | ----------------- | ------------------ | -------------------------------- | -------------------------------- | ---------------------------------- |
| 1978   | keine Daten       | keine Daten        | keine Daten                      | keine Daten                      | keine Daten                        |
| 1983   | Samson Egbeyemi   | Grace Edwards      | Samson Egbeyemi Babatunde Badiru | Grace Edwards Ogundare           | Samson Egbeyemi Grace Edwards      |
| 1985   | Anatoli Skripko   | Svetlana Belyasova | Samson Egbeyemi Tamuno Gibson    | Svetlana Belyasova Elena Rybkina | Anatoli Skripko Svetlana Belyasova |
| 1987   | Luis Antonio Timm | Mare Reinberg      | Kalle Kaljurand Andres Ojamaa    | Mare Reinberg Anneli Lambing     | Kalle Kaljurand Mare Reinberg      |